# Maxim Reality
Keith Andrew Palmer (* 21. března 1967, Peterborough, Cambridgeshire, Anglie) známý jako Maxim (dříve Maxim Reality) je anglický zpěvák, skladatel a MC, známý především jako člen anglické elektronické skupiny The Prodigy.
Keith Andrew Palmer se narodil v Peterborough jamajským rodičům. Rád psal poezii a verše a MC zčala dělat kolem čtrnáctého roku. Inspiraci čerpal od svého o deset let staršího bratra MC jménem Hitman, který ho uvedl do reggae soundsystémové scény v Peterborough. V sedmnácti letech měl svůj první koncert v Basingstoke. Ian Sherman, hudebník z Nottinghamu, se s Maximem spojil a založili duo „Maxim and Sheik YanGroove“. Po nahrání několika skladeb, které však nevzbudily větší pozornost, Maxim odešel a vydal se na tříměsíční cestu po Evropě a severní Africe. Po návratu do Anglie se přestěhoval do Londýna, aby se vrátil k hudbě a zapojil se do reggae scény. Jeho předchozí umělecké jméno, „Maxim Reality“, odkazovalo na jeho zájem o texty založené na skutečných problémech.

## Diskografie
The Prodigy
Sólová diskografie

### Alba
- 2000: Hell’s Kitchen (vydáno 2. října)
- 2005: Fallen Angel (vydáno 29. března)

### Singly a EP
- 1994: „Grim Reaper EP“ (vydáno jen 500 kopií; white label)
- 1999: „My Web“ (vydáno 9. srpna)
- 2000: „Carmen Queasy“ (vydáno 29. května)
- 2000: „Scheming“ (vydáno 11. září)
- 2005: „I Don’t Care“
- 2019: „Feel Good“